# Culto a la personalidad de Hugo Chávez

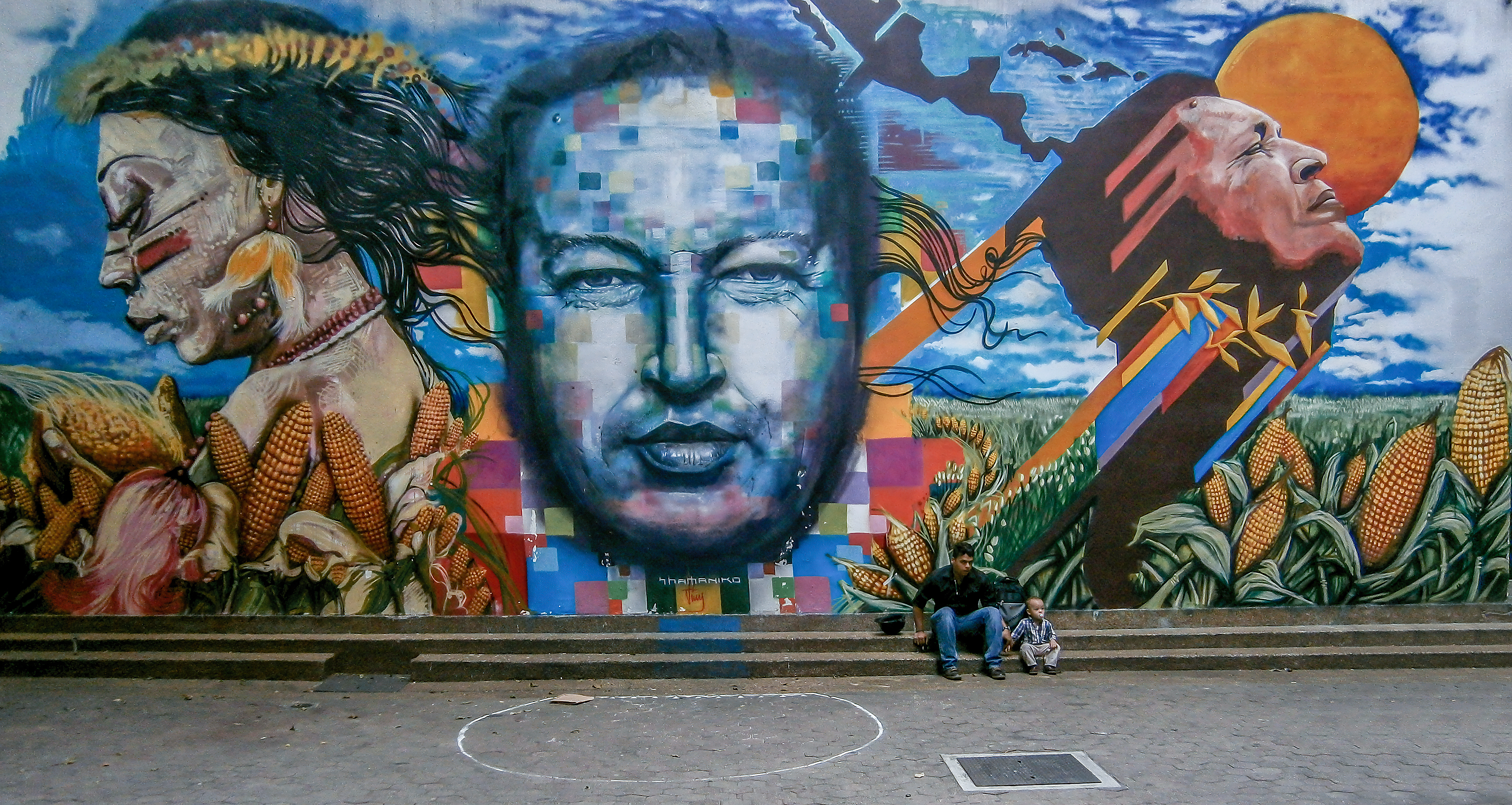
Mural de Hugo Chávez y su ascensión al cielo.

En Venezuela existen teorías de que se ha creado un culto a la personalidad alrededor del fallecido presidente Hugo Chávez, en el que sus seguidores lo veneran. Durante su vida, Chávez logró un amplio soporte debido en parte a su carisma y al uso de fondos provenientes del petróleo en ayuda a los pobres. Desde su muerte, sus seguidores, conocidos como chavistas, frecuentemente hablan de su muerte como una "transición hacia la inmortalidad", generalmente dando a Chávez el nombre de "comandante eterno". Entre sus seguidores, Chávez ha sido comparado con figuras santas, especialmente por su sucesor Nicolás Maduro.
Sin embargo, adeptos al chavismo rechazan que haya un culto a su personalidad, afirmando que es más bien una continuación de sus idearios políticos y que lo toman más como un modelo a seguir que como a una figura venerable, citando incluso el rechazo del mismo Chávez a un concepto semejante. Debido a esto, el concepto de que haya un culto a su personalidad en Venezuela es frecuentemente debatido.
La tendencia ha ído en notable disminución desde alrededor de 2020, cuándo las imágenes de Chávez en Venezuela comenzaron a ser removidas por el Estado y alusiones a su gestión dejan de ser recurrentes en la propaganda gubernamental, con miembros del llamado "chavismo crítico" (rama chavista opositora al Gobierno) afirmando que se trataría de un cambio de estrategia, un cambio hacia el neoliberalismo, un intento de "destrucción del legado de Chávez" y un reflejo de cómo Nicolás Maduro se ha alejado del socialismo y el "chavismo originario".

## Antecedentes
Según Tomas Straka de la Universidad Andrés Bello, el culto a la personalidad de Chávez comenzó luego del fallido golpe de Estado de 1992 en Venezuela dirigido por Chávez, Straka explica que algunos venezolanos "no veían ninguna solución a sus problemas más fundamentales y vieron en Chávez un salvador, o el redentor de aquellos que ya no tenían esperanza". Desde el principio del primer gobierno de Chávez en 1999, el gobierno venezolano sedujo al público venezolano con programas sociales que lo posicionaron en el público como un gran dirigente. Los enfrentamientos que ocurrieron durante su presidencia, como el fallido golpe de Estado de 2002 en Venezuela, propulsaron la simpatía hacia Chávez entre sus seguidores.

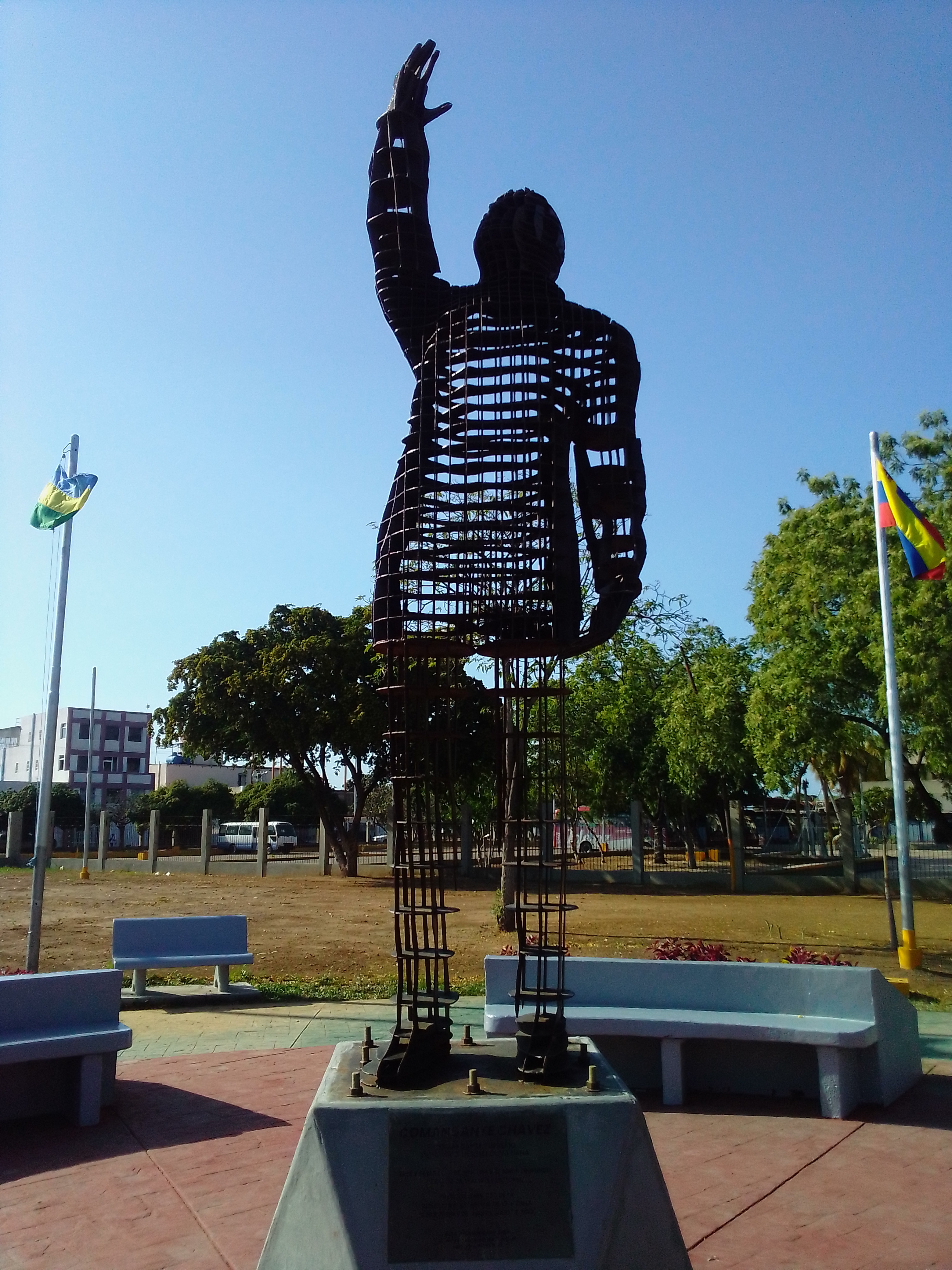
Escultura de Hugo Chávez en la ciudad venezolana de Barcelona.

Al momento de la muerte de Chávez, se especuló que las reacciones chavistas a su muerte podían ser comparadas el dolor expresado en Corea del Norte por la muerte de Kim Jong Il; Juan Pablo Lupi, profesor de literatura latinoamericana de la Universidad de California en Santa Bárbara, declaró que la creación del culto a la personalidad Chávez estaba muy bien escenificada, con todo este proceso de creación de un mito y llamado a los sentimientos y religiosos de las personas. La explicación de Lupi sobre el culto a la personalidad de Chávez es similar a la expresada por Juan Carlos Bertorelli, director creativo de una empresa de mercadeo en Caracas y Larry Birns, el director del Consejo de asuntos hemisféricos. Carlos Bertorelli declaró que el gobierno bolivariano creó un culto a la personalidad alrededor de la figura de Chávez con el fin de "mantener una presencia que da legitimidad al gobierno" mientras Birns declara que para muchos la postura casi religiosa tomada por el movimiento chavista, es más una cuestión estratégica que de fe.

## Imagen religiosa

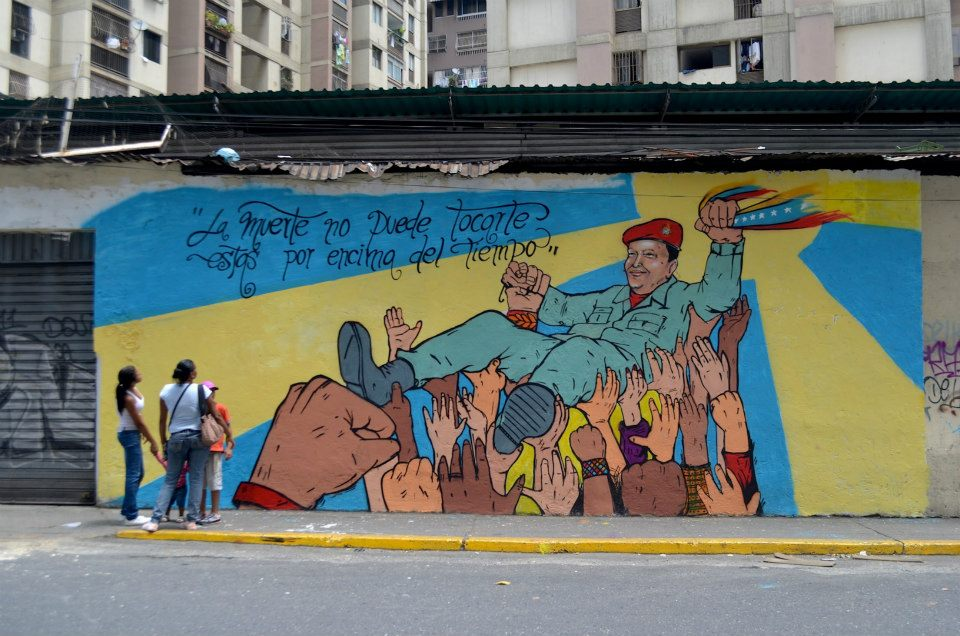
Un mural de Chávez con la inscripción, "la muerte no puede tocarte, estás por encima del tiempo".

Según Associated Press, "el legado de Chavez ha tomado con un tinte religioso en Venezuela" y es usual encontrar rosarios adornados con la cara de Chávez y santuarios con imágenes que le muestran con una cruz cristiana. En 2014, se criticó que los textos de educación oficiales describen a Chávez como un personaje "mesiánico", como el "libertador de Venezuela", y como "el nuevo Dios". Según Maduro, mientras la oposición celebraba la sequía de principios de 2014, la estación lluviosa llegó gracias a "Chavez y a Dios". En sus palabras, "Diosito y Chávez soplaron las nubes y raaa… llegó la lluvia".

### Controversia sobre el "Chávez Nuestro"
Durante un evento sobre diseño curricular para la formación socialista organizado por el PSUV en septiembre de 2014, los participantes recitaron una versión modificada del Padre nuestro.

La versión modificada, recitada por María Uribe, delegada del Comité sobre Comunicaciones y Propaganda del PSUV-Táchira, decía:
"Chávez nuestro que estas en el cielo, en la tierra, en el mar y en nosotros, los y las delegadas, santificado sea tu nombre, venga a nosotros tu legado para llevarlo a los pueblos de aquí y de allá. Danos hoy tu luz para que nos guíe cada día, no nos dejes caer en la tentación del capitalismo, más líbranos de la maldad de la oligarquía, del delito del contrabando porque de nosotros y nosotras es la patria, la paz y la vida. Por los siglos de los siglos amén. Viva Chávez"

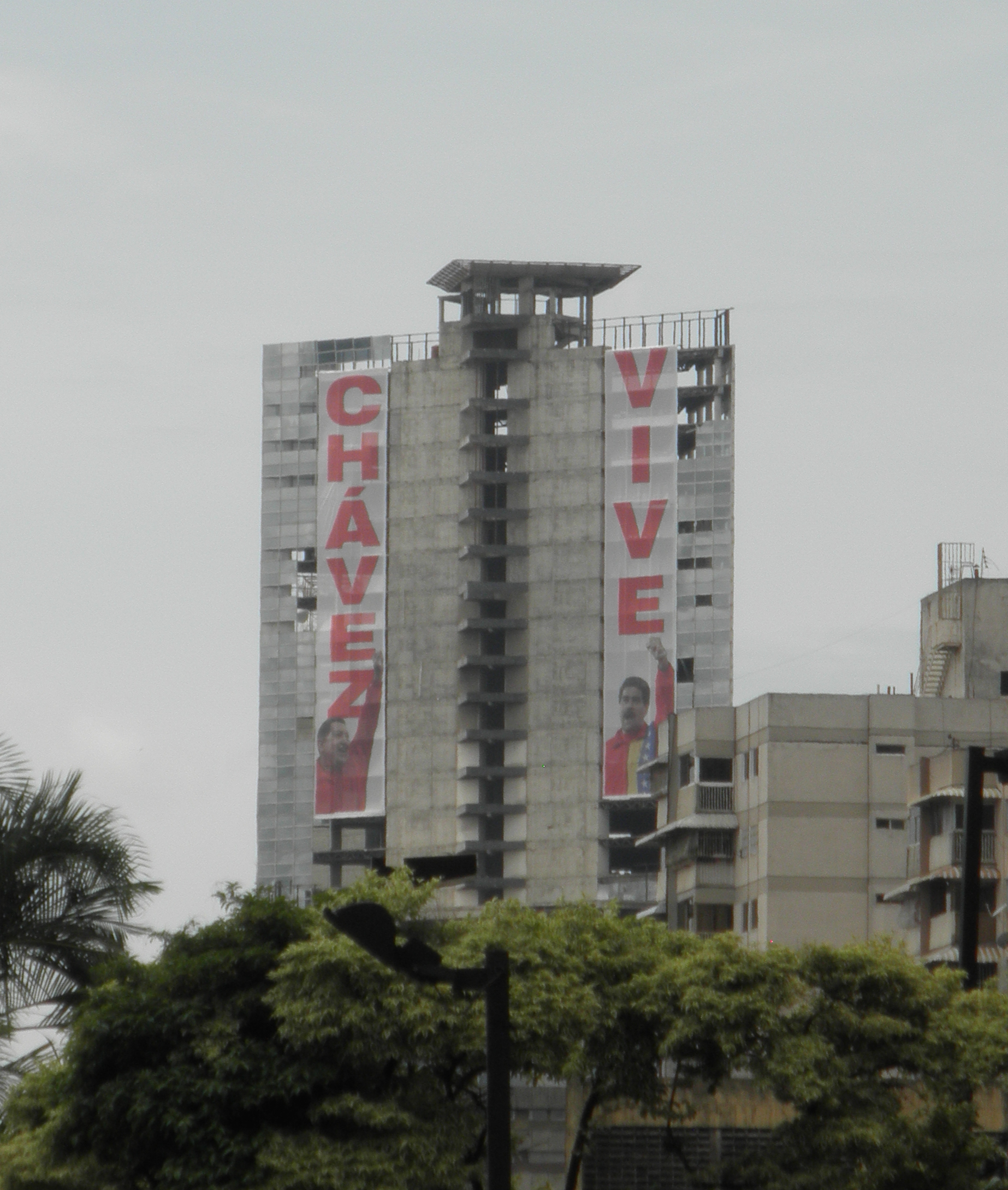
Centro Financiero Confinanzas, el tercer edificio más alto en Venezuela (cuya construcción fue abandonada hace varias décadas) y séptimo más alto en América Del sur, vestido con pancartas que dicen "Chávez Vive".

CNN informó que los cristianos en Venezuela se sintieron agraviados, diciendo que "las palabras de una oración extraída de los libros de Mateo y Lucas en la Biblia no tendría que ser cambiada y usada como propaganda política o con cualquier otro propósito". Otras reacciones en Venezuela se expresaron en el diario venezolano La Verdad, en donde se comparó el acto con algo "de la mente de Joseph Goebbels, el padre de propaganda Nazi". La Iglesia Católica de Venezuela criticó la versión modificada en un comunicado firmado por los representantes de la organización, diciendo que la Oración del Señor es "intocable", y que quien recita la versión modificada estaría cometiendo el pecado de la idolatría. Baltazar Porras, obispo de Mérida, dijo que este tipo de acciones "no es nada nuevo", en los años posteriores a la Revolución Bolivariana y que el gobierno venezolano ha querido "atornillar los principios y valores de la revolución quiere imponer como una especie de religión laica".
María Uribe, delegada del Comité sobre Comunicaciones y Propaganda del PSUV-Táchira quién recitó la "oración" respondió a las críticas diciendo dice esta "oración de los delegados" tenía el propósito de reflejar lo que significa ser como Chávez a quien considera "un ejemplo de solidaridad, amor, compromiso, humanidad y honradez". El presidente Maduro rechazó la respuesta de la Iglesia católica diciendo que intentaban implementar una nueva inquisición. También animó a los ciudadanos a recitar lo que llamó un "poema" para seguir los "valores de Chavez". El Presidente de la Asamblea Nacional, Diosdado Cabello, también criticó a la Iglesia católica diciendo que tendrían que preocuparse de asuntos más importantes.
Uta Thofern, directora de la sección para Latinoamérica de Deutsche Welle, respondido a esta acción indicando que el movimiento bolivariano parece tomar una tendencia de pasar de un movimiento político hacia un fanatismo de culto, agregando que, siendo alemana, temía que los dirigentes bolivarianos usaran de forma consciente símbolos e instrumentos religiosos, aprovechándose de las necesidades espirituales de las personas, de forma similar a la usada durante las dictaduras alemanas.

## Análisis

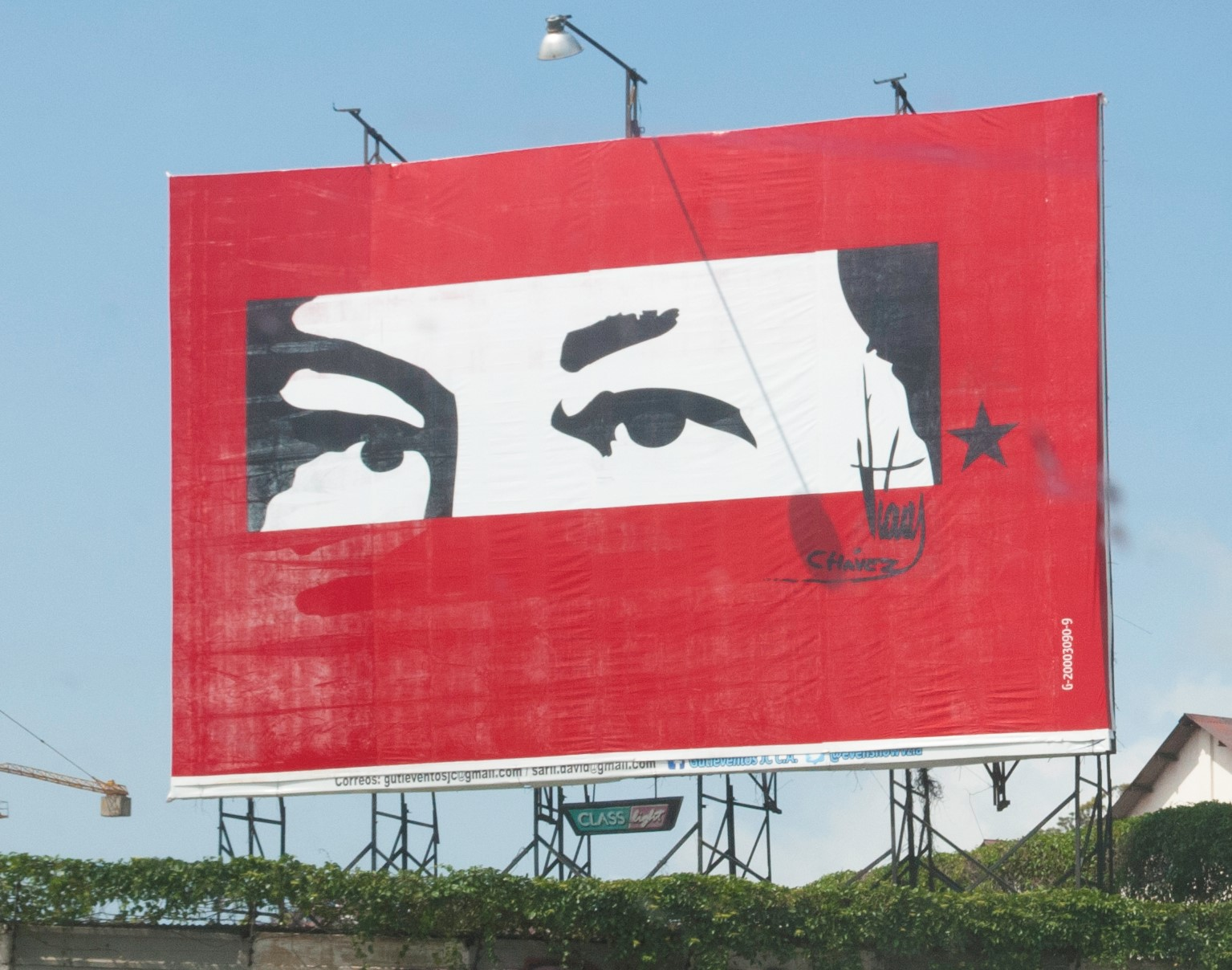
Una cartelera con los ojos y la firma de Hugo Chávez en Guarenas, Venezuela.

El académico en literatura latinoamericana de UCSB, Juan Lupi, ve paralelos entre la veneración de Chávez y la de Evita Perón en Argentina. En un informe sobre el funeral de Chávez Spiegel On-line escribió, "Su última procesión es también un maratón de televisión, presentado en el tono de un sermón, durante el cual, Chávez, el libertador Simón Bolívar y Jesucristo se fusionan en una sola persona."
Según un reporte de 2014 titulado "Rostros y Rastros de un Líder Hugo Chávez, Memoria de un Pueblo," publicado por el Centro Nacional de Historia del gobierno venezolano, la campaña publicitaria, "los ojos de Chávez", representa una mirada vigilante y protectora y presenta un sentimiento de transparencia o confianza relacionado con la frase "Mírame a los ojos cuanto estoy hablando". Igualmente se indica que dado que Chávez ya no está físicamente presente en Venezuela, los ojos de Chávez representan para los seguidores del gobierno bolivariano un Chávez "omnipresente", recordando a los votantes su "compromiso ideológico". Otros opinan que los ojos de Chávez infunden una presencia de Chávez, un sentimiento de que está "siempre mirándote" que ha sido comparado con la figura de Orwelliana, del "Gran hermano".

## Lugares bautizados con el nombre de Hugo Chávez

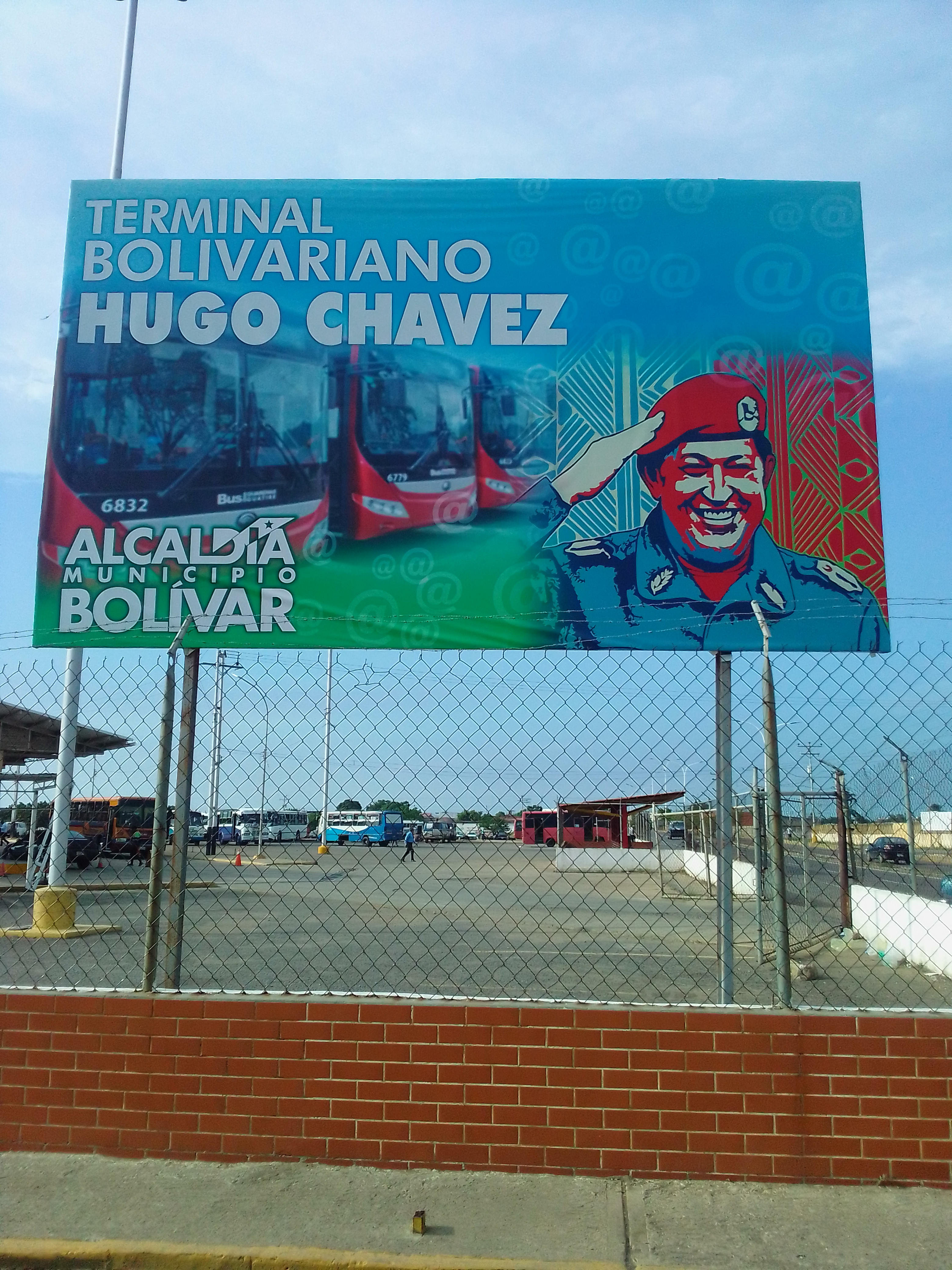
Terminal Bolivariano Hugo Chávez en Barcelona

En 2010, el entonces Presidente Hugo Chávez emitió un decreto prohibiendo el uso del nombre del presidente en obras públicas. Sin embargo, luego de su muerte, han proliferado las obras en su honor.
- Plaza Hugo Chávez en Caracas,[33] y los estados Barinas,[34] Bolívar,[35] Lara,[36] Monagas[37] y Sucre.[38] Además, financiada por el gobierno venezolano, hay una plaza Hugo Chávez en Haití.[39]
- Complejo Petroquímico 'Hugo Chávez', inaugurado el 18 de noviembre de 2014.
- Complejo deportivo Hugo Chávez, inaugurado en diciembre de 2015.
- Complejo Alfarero Hugo Chávez construido en 2013 en el estado Bolívar
- Urbanismo Hugo Chávez en Montalbán, Caracas (en construcción).
- Urbanismo Ciudad Chávez, en Valencia, Carabobo[40]
- Academia Militar de Oficiales de Tropa Comandante en Jefe Hugo Rafael Chávez Frías
- Complejo Urbanístico “Hugo Rafael Chávez Frías”  en la Avenida Simón Bolívar de San Juan de los Morros.
- Urbanismo Hugo Rafael Chávez Frías en el estado Vargas.[32]
- Terminal Internacional "Comandante Supremo Hugo Chávez" en Aragua[41]
- Aeropuerto internacional "Hugo Chávez" en Barinas.[42]
- Aeropuerto Internacional Hugo Chávez en Haití (antiguo Aeropuerto Internacional de Cabo Haitiano cuya renovación fue financiada por el gobierno venezolano)[43]
- Universidad de las Ciencias de la Salud Hugo Chávez Frías, fundada el 8 de octubre del 2014.